# GHV2
GHV2 (abreviación de Greatest Hits Volume 2) es el segundo álbum de grandes éxitos de la cantante estadounidense Madonna, publicado por las compañías Maverick y Warner Bros. Records el 13 de noviembre de 2001 en los Estados Unidos, mismo día que el álbum en vídeo Drowned World Tour 2001. Una secuela de The Immaculate Collection (1990), GHV2 incluye quince sencillos de la cantante publicados durante la segunda década de su carrera, desde «Erotica» (1992) a «What It Feels Like for a Girl» (2001). Al respecto, la artista comentó que solo incluyó canciones que pudiera «escuchar cinco veces seguidas», por esa razón, el disco no contiene ningún material nuevo, aunque se envió a las radios y discotecas un sencillo promocional titulado «Thunderpuss GHV2 Megamix» y se crearon versiones alternativas con remezclas de John Rocks & Mac Quayle y Tracy Young. Asimismo, estuvo disponible un álbum de remezclas promocional llamado GHV2 Remixed: The Best of 1991–2001.
En términos generales, GHV2 obtuvo reseñas variadas de los críticos y periodistas musicales, aunque en su mayoría fueron de carácter favorable. Por un lado, hubo quienes lo consideraron un recopilatorio «esencial» en la discografía de Madonna, pero otros criticaron la ausencia de material nuevo, el orden no cronológico de las canciones y la omisión de algunos sencillos de Madonna. Desde el punto de vista comercial, alcanzó la séptima posición en la lista estadounidense Billboard 200 y fue certificado con un disco de platino por la Recording Industry Association of America (RIAA). También llegó a la cima en Austria y a los cinco primeros puestos en Australia y en otros países de Europa. El álbum fue el 14.º más exitoso del año y, para octubre de 2007, había vendido un total de siete millones de copias en el mundo.

## Antecedentes y desarrollo

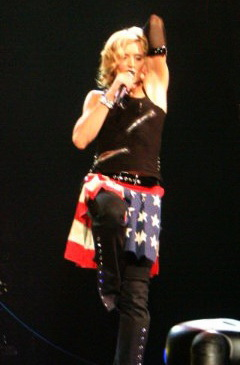
Madonna durante uno de los conciertos del Drowned World Tour. GHV2 se publicó junto al álbum en vídeo de la gira.

A principios de septiembre de 2001, los medios reportaron que Madonna había grabado dos canciones nuevas, «Sex Makes the World Go Round» y «Veronica Electronica», y que serían incluidas en su siguiente álbum de grandes éxitos; esta última era en un principio el título de un álbum de remezclas en colaboración con William Orbit. También se informó que el disco se llamaría The Immaculate Collection 2, aunque posteriormente todos estos rumores fueron desmentidos. Luego del último concierto de la gira Drowned World Tour, el 15 de septiembre de 2001, MTV confirmó que Madonna tenía planeado publicar un álbum de grandes éxitos para noviembre de ese año. Finalmente, el 4 de octubre, Maverick Records anunció la lista de canciones de GHV2 y la fecha de lanzamiento oficial para el 13 de noviembre, que coincidió con la publicación del VHS/DVD de la gira.
Una secuela de The Immaculate Collection (1990), GHV2 incluye quince sencillos de Madonna publicados durante la segunda década de su carrera, desde «Erotica» (1992) hasta «What It Feels Like for a Girl» (2001). La cantante afirmó que pasó muchas horas escuchando sus temas y seleccionando los que posteriormente serían incluidos en el recopilatorio. A diferencia de The Immaculate Collection, no contiene ningún material nuevo; en una entrevista con Jo Whiley para la BBC, comentó que solo quería canciones que pudiera «escuchar cinco veces seguidas» y añadió: «Si escuchas el disco, puedes ver realmente mi evolución como cantante, como compositora y, más importante, como ser humano». Asimismo, creyó que, debido a que era un álbum de «grandes éxitos», solo debía contener éxitos publicados anteriormente y no temas nuevos, pues de lo contrario sería considerado «publicidad falsa». Por este motivo, no figuraron algunos de sus sencillos populares de ese período. Tal es el caso de la versión de «American Pie», que, a pesar de haber llegado al número uno en varios países, no formó parte del material ya que Madonna se había arrepentido de incluirlo en su octavo álbum de estudio, Music (2000): «Fue algo que cierto ejecutivo de una compañía discográfica me obligó a hacer, no diré ningún nombre. [...] Pero no pertenecía al álbum, así que ahora está siendo castigada. [...] Mis instintos me dijeron que no [la incluyera en Music], pero lo hice y entonces me arrepentí, por eso no merecía estar en GHV2». «This Used to Be My Playground», «Rain», «I'll Remember» y «You'll See» tampoco se añadieron al disco, aunque todas ellas ya habían aparecido en el recopilatorio de baladas Something to Remember, de 1995.
En un principio, el álbum se tituló Greatest Hits: The Second Coming, pero Madonna decidió cambiar el nombre a GHV2 justo antes de que fuese publicado porque, según ella, «es un título que recordarás» y también por «pereza», ya que acababa de terminar el Drowned World Tour y estaba a punto de empezar a filmar la película Swept Away (2002). En la entrevista con la BBC, también agregó: «Revisamos títulos llamativos, divertidos e ingeniosos, pero al final del día pensé que era muy moderno, breve y que iba al grano». La portada, revelada en la página oficial de Madonna el 18 de octubre de 2001, proviene de una sesión fotográfica realizada por Regan Cameron en enero de ese año para la revista InStyle. Se llevó a cabo en los estudios SmashBox, en Los Ángeles, y Cameron usó primero una cámara Polaroid; posteriormente, recordó que se sintió nervioso de trabajar con la cantante, pero que fue «sin duda la mayor celebridad que había fotografiado». Madonna eligió dos de las imágenes de la sesión: la primera la mostraba con el dedo índice en los labios y se usó como una foto promocional para el debut de su vídeo Drowned World Tour 2001 en el canal HBO; la segunda sirvió como la portada de GHV2 y mostraba su cabello rubio frente a su ojo derecho, donde en este puede verse escrito «GHV2». Cameron también contribuyó con material gráfico para la cubierta interior, que presenta 600 fotografías de la artista. Además, contiene caligrafía en japonés (モヂジラミミヂ), que es el nombre de Madonna y se pronuncia «Mo-Dzi-Ji-Ra-Mi-Mi-Dzi».

## Publicación y promoción
Warner Bros. gastó 1 000 000 £ en la promoción del álbum, para generar entusiasmo en el público sin el apoyo de entrevistas con los medios o presentaciones en televisión, ya que Madonna se encontraba filmando la película Swept Away en Malta. Un ejecutivo de la compañía dijo: «Esta vez no habrá apariciones en Top of the Pops ni entrevistas en Radio One o en la revista Q, así que queremos que este nombre poco común haga que la gente piense en la conexión entre Madonna y GHV2», y generar interés extra en los medios para compensar la falta de disponibilidad de la artista en promocionar el lanzamiento durante ese momento. En los países europeos, el álbum fue publicado oficialmente en formato CD el 9 de noviembre de 2001, a excepción del Reino Unido, que se lanzó tres días después. En Japón salió el 10 de ese mes, mientras que en los Estados Unidos su fecha fue el 13, junto con Drowned World Tour 2001. También estuvo disponible en otros países en casete y LP y se realizaron algunas reediciones en años posteriores.
El 29 de octubre de 2001, Maverick Records envió un megamix promocional titulado «Thunderpuss GHV2 Megamix» a las estaciones de radio para promover el recopilatorio. Sin embargo, recibió airplay limitado y nunca estuvo disponible comercialmente ni se incluyó en GHV2. Las canciones incluidas, en orden cronológico, fueron «Don't Tell Me», «Erotica», «Secret», «Frozen», «What It Feels Like for a Girl», «Take a Bow», «Deeper and Deeper», «Music» y «Ray of Light». Chris Cox, del dúo Thunderpuss, explicó: «Básicamente, estaban haciendo el álbum de grandes éxitos... así que se acercaron a un par de entidades dedicadas a las remezclas para hacer un intento de megamix, y fue una especie de audición, para ser exactos. Les gustó más el nuestro y lo publicaron». También agregó que fue un proyecto difícil de hacer y les resultó un «verdadero desafío intentar que todo fluyera de manera uniforme», al tener que unir todas las canciones con sus diferentes estilos y los distintos productores que habían contribuido en la creación de los temas a lo largo de los años. La portada del megamix, descrita por Chuck Taylor de Billboard como «para contemplar[la]», cuenta con alrededor de 63 fotografías de la cantante, desde la época de Who's That Girl en adelante, entre ellas algunas nunca antes vistas. En febrero de 2002, alcanzó la quinta posición en la lista estadounidense Dance Club Songs. Taylor elogió la remezcla al decir que «es todo un viaje al mundo de los recuerdos post '80 de una artista cuya obra, en continua evolución, se mantiene fuerte, incluso cuando se resume en este contexto innovador». El videoclip fue dirigido por Dago Gonzalez, de Veneno Inc., y se estrenó el 2 de noviembre de 2001 en el programa Total Request Live y en el sitio oficial de MTV; en él se recopilan imágenes de presentaciones en vivo de Madonna como también de su videografía.
También se crearon versiones alternativas del megamix con remezclas de Johnny Rocks & Mac Quayle y Tracy Young, en vinilos de 12"; se promocionaron en las discotecas de Estados Unidos en diciembre de 2001. En ese mismo mes, Maverick estrenó un álbum promocional llamado GHV2 Remixed: The Best of 1991–2001, con versiones remezcladas de las canciones del recopilatorio —a excepción de «Take a Bow», «Don't Cry for Me Argentina» y «The Power of Good-Bye»— creadas por Chris Staropoli, Timo Maas, BT, Sasha, Danny Tenaglia, Victor Calderone, Masters at Work, David Morales, Mark Picchiotti, Terri Bristol, Junior Vasquez, 	
Hex Hector y Max Quayle. Sin embargo, al igual que «Thunderpuss GHV2 Megamix», no estuvo a la venta. MTV Francia registró las remezclas en su sitio web para streaming.

## Recepción crítica
En términos generales, GHV2 obtuvo reseñas variadas de los críticos y periodistas musicales, aunque en su mayoría fueron de carácter favorable. El periódico Manila Standard destacó que el álbum resume la época más alabada críticamente de Madonna e ilustra con destreza su continua influencia en la música popular y en la cultura. Ian Wade de Dotmusic recalcó que contiene «algunas de las mejores canciones pop hechas por alguien». A su vez, reconoció que si GHV2 hubiera sido publicado en 1998, «habría sido un montón de baladas no muy divertidas. [...] Afortunadamente, por el bien de ella, de sus admiradores y de la humanidad en general, Madge tuvo un poco de consideración». Michael Hubbard, de musicOMH, elogió a «Don't Cry for Me Argentina» de Evita y «Beautiful Stranger» de Austin Powers: The Spy Who Shagged Me como «dignas inclusiones», y remarcó que ofrece una oportunidad «agradable» de redescubrir algunos de sus materiales más antiguos desde 1993 en adelante. Por último, dijo que si bien recopilar las canciones del disco «no requirió mucha imaginación», el resultado final cumple su función, pues «el CD es exactamente lo que dice la palabra». Cristín Leach de RTÉ le dio cuatro estrellas de cinco y distinguió a las canciones de Ray of Light como las mejores del recopilatorio. Admitió al final de su reseña que «esta dama continúa siendo la reina del pop y GHV2 es esencial para escuchar». Robert Christgau le otorgó una B+ y comentó que Madonna «recoge golosinas de los sobrevalorados Bedtime Stories y Ray of Light, las mezcla en la gloriosa "Beautiful Stranger" y en la deprimente "Don't Cry for Me Argentina" y se las da a Mirwais para modificaciones sónicas, que no me interesan lo suficiente como para definirlos. Un paquete esencial». Un escritor del periódico South Wales Echo lo calificó como un «álbum pop esencial» y «verdaderamente inmaculado».
Chuck Campbell, del periódico de Kentucky Daily News, afirmó que el álbum demostró cómo la cantante se ha establecido como la estrella más duradera y constante de la música pop, y que presentó a una Madonna cada vez más segura de subir las apuestas y permanecer vital. Concluyó: «Madonna jamás ha necesitado un regreso porque realmente nunca se ha ido, gracias a una serie de movimientos brillantes marcados por las pistas en GHV2». El álbum recibió cuatro estrellas de cinco por parte de John Aizlewood, de The Guardian, quien expresó que «es lo suficientemente seguro para evitar remezclas o pistas nuevas. Tiempos desesperados, sin embargo, requieren medidas desesperadas». En un comentario ambivalente, Dugald Baird de Music Week señaló que era una especie de «anticlímax», aunque le pareció una colección esencial para los admiradores de la cantante. Algunos críticos compararon GHV2 con The Immaculate Collection (1990). Así, Christie Leo de New Straits Times observó que a pesar de que el disco no era tan accesible como su predecesor, ofrecía un vistazo «más audaz» en los manejos internos de la «gigante del marketing musical, Madonna». Por su parte, Douglas Wolk de Pitchfork Media opinó que se sintió «un poco menos trascendental» que Immaculate, pero que recopiló «muchas canciones dance magníficamente melancólicas» de la década de 1990. En opiniones menos positivas, Alex Needham de NME acentuó que estaba lejos de ser como The Immaculate Collection, y Charlotte Robinson de PopMatters señaló que «esta no es una colección casi perfecta de música pop alegre y exuberante en su máxima expresión», como lo fue el anterior álbum de grandes éxitos de Madonna.
Otros periodistas pusieron énfasis en la falta de material nuevo como también en la exclusión de algunos sencillos de Madonna. Uno de ellos fue Sal Cinquemani, de Slant Magazine, quien dijo que sin material nuevo y «un enfoque aparentemente sin intervención de su estrella, la colección no parece hacerle justicia a una carrera que siempre ha estado por delante del juego y se ha centrado en el futuro». Asimismo, declaró que si bien GHV2 resume desde luego la segunda década de la carrera de Madonna, las canciones «brutalmente editadas» y su «orden aleatorio» podrían convertirse de alguna manera en una compra «inútil» para sus fanáticos. Ian Wade de Dotmusic criticó la omisión de «Rain» (1993) y «Nothing Really Matters» (1999), mientras que, por el contrario, Christie Leo de New Straits Times y Alex Needham de NME no quedaron conformes con la inclusión de «Don't Cry for Me Argentina». Este último también desaprobó la ausencia de canciones nuevas, aunque finalmente le otorgó cuatro estrellas de cinco. El álbum obtuvo la misma calificación de parte de Stephen Thomas Erlewine de Allmusic. No obstante, indicó que era «un poco decepcionante», debido a que durante la década de 1990 Madonna era en verdad una «artista de álbumes». Por esa razón, algunas de las canciones no encajaban porque fueron creadas para «formar parte de un contexto más amplio», como un álbum de estudio, por ejemplo. Finalizó su reseña diciendo que «el resultado final era menor que la suma de sus partes», incluso si esta era una buena manera de recopilar a la vez todos los éxitos de los años 1990 de la cantante. Chuck Campbell del Daily News admitió que no ofrecía nada nuevo para los admiradores de la artista y predijo que «esos movimientos inusualmente torpes dañarían las ventas» del disco. Para concluir, Charlotte Robinson de PopMatters no le gustó el orden no cronológico de los temas y aseguró que eso habría facilitado seguir el curso de la evolución musical de la intérprete. Además, reprobó la omisión de «Bad Girl», «Fever» y «Rain», de Erotica, y los sencillos provenientes de bandas sonoras «This Used to Be My Playground», «I'll Remember» y «You Must Love Me». A pesar de ello, concluyó que todos aquellos cambios no habrían hecho a GHV2 «significativamente mejor», pero era el «mejor resumen de la segunda década de Madonna como intérprete» que se podría tener.

## Recepción comercial

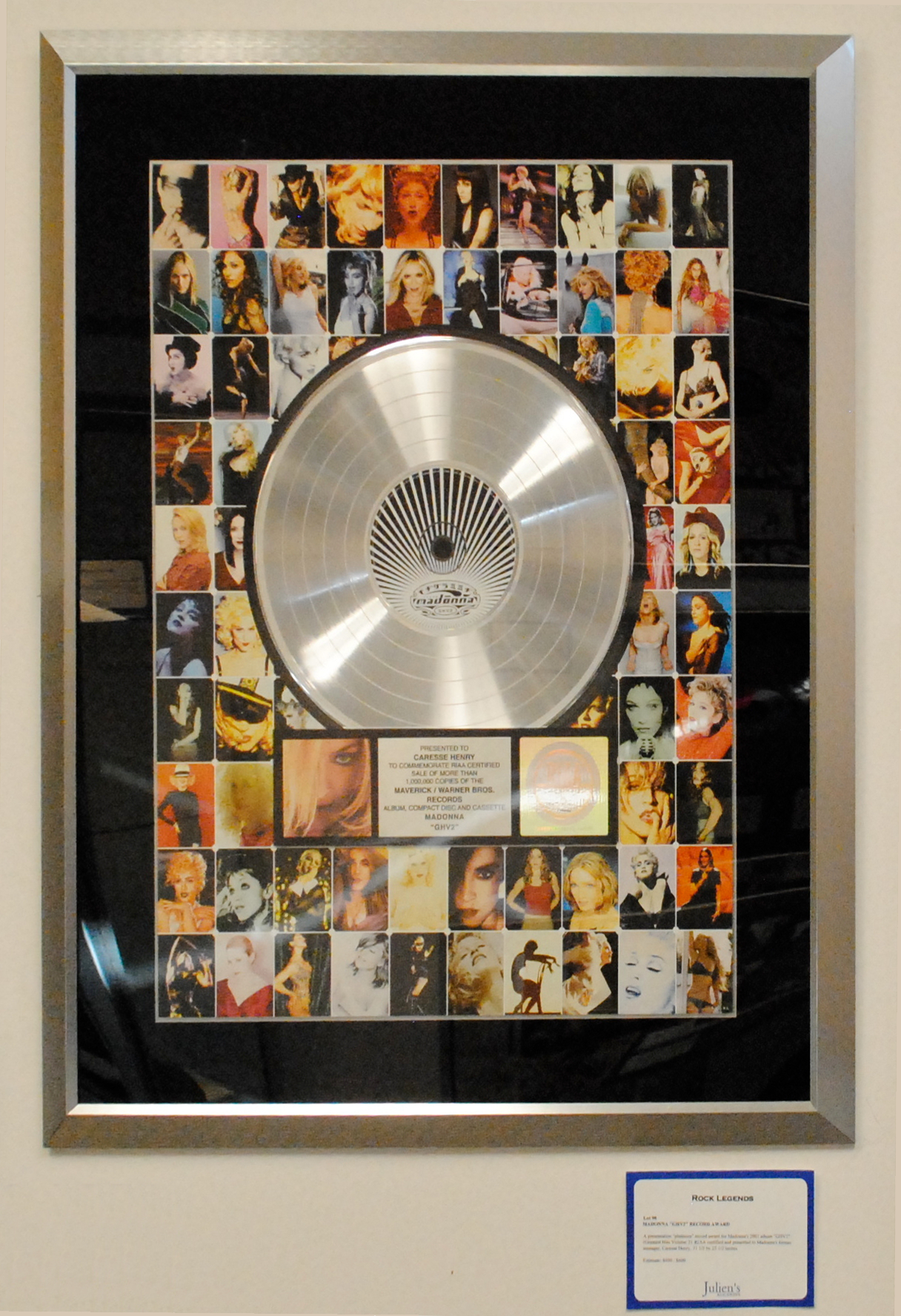
Disco de platino de GHV2, otorgado por la Recording Industry Association of America (RIAA), en exhibición en Julien's Auctions (2011).

En los Estados Unidos, GHV2 ingresó a la séptima posición de la lista Billboard 200 el 1 de diciembre de 2001, con 150 000 copias vendidas en su primera semana, lo que supuso un incremento en relación con el anterior recopilatorio de Madonna, Something to Remember (1995), que había vendido 113 000. Sin embargo, también se convirtió en su peor debut desde The Immaculate Collection (1990), que ingresó en el número 32; cada álbum de la cantante había debutado en los seis primeros hasta GHV2. Estuvo en total 18 semanas y se ubicó en el puesto 58 del ranking anual de 2002. En las demás listas de Billboard, llegó al 7 y al 10 en Top Album Sales y Top Internet Albums, respectivamente. Obtuvo un disco de platino por parte de la Recording Industry Association of America (RIAA), en representación de un millón de unidades distribuidas en el país, y para octubre de 2016, había vendido 1 397 000 copias según Nielsen SoundScan, con 90 000 adicionales de BMG Music Clubs; Nielsen SoundScan no contabiliza las ventas en compañías tales como BMG Music Service. En Canadá, entró por primera vez el 15 de noviembre de 2001 en el puesto 11, estuvo presente un total de 16 semanas y fue certificado con un disco de platino por Music Canada (MC) tras haber distribuido 100 000 unidades. Por su parte, en Argentina se ubicó en el octavo lugar de la lista oficial y la Cámara Argentina de Productores de Fonogramas y Videogramas (CAPIF) le otorgó un disco de oro por haber comercializado 20 000 copias allí. En México también obtuvo la misma certificación, mientras que en Brasil consiguió uno de platino, a pesar de que no ingresó a los rankings de ambos países.
En el Reino Unido, GHV2 había roto un récord como el álbum con la mayor cantidad de envíos antes de su lanzamiento oficial, con 750 000, por lo que superó a Greatest Hits (1996) de la banda Simply Red, que tuvo 650 000 envíos previamente a su publicación. Finalmente, debutó en el segundo puesto de la UK Albums Chart el 18 de noviembre, luego de competir por el primero con World of Our Own, el tercer trabajo discográfico de la banda irlandesa Westlife. Permaneció 33 semanas en total y la Industria Fonográfica Británica (BPI, por sus siglas en inglés) le otorgó dos discos de platino por la comercialización de 600 000 unidades; para junio de 2019, ya había vendido 868 500 copias en el país, según datos de la Official Charts Company. World of Our Own también impidió que GHV2 debutara en la primera posición en Escocia y en Irlanda. En el resto de los países europeos, llegó a la cima en Austria y al top diez en Alemania, Bélgica (Flandes y Valonia), España, Francia, Grecia, Hungría, Italia, Noruega y Suiza. Su recepción comercial en Europa le permitió llegar al quinto puesto en European Top 100 Albums y recibió dos discos de platino por la Federación Internacional de la Industria Fonográfica (IFPI), tras haber vendido dos millones de copias en dicho continente.
En Australia y Nueva Zelanda, GHV2 tuvo un recibimiento comercial favorable. En el primer país, ingresó al tercer puesto del conteo ARIA Album Top 50 y fue certificado con dos discos de platino por la Australian Recording Industry Association (ARIA), tras vender 140 000 copias. Mientras tanto, en el segundo, se ubicó en el número ocho y la Recorded Music NZ (RMNZ) le entregó un disco de oro luego de superar las 7500 unidades. Misma distinción logró en Sudáfrica —donde alcanzó la posición 11 de la lista oficial— y en Japón ganó uno de platino. GHV2 fue el 14.º álbum más exitoso de 2001, con 4,9 millones de copias vendidas en el mundo según la Federación Internacional de la Industria Fonográfica; para octubre de 2007, ya había alcanzado las siete millones.

## Lista de canciones
| GHV2 - Edición estándar |                                                 |                                                                       |                                                     |          |  |
| N.º                     | Título                                          | Escritor(es)                                                          | Productor(es)                                       | Duración |  |
| 1.                      | «Deeper and Deeper» (Album Edit)                | Madonna Shep Pettibone Tony Shimkin                                   | Madonna Pettibone                                   | 4:54     |  |
| 2.                      | «Erotica» (Radio Edit)                          | Madonna Pettibone                                                     | Madonna Pettibone                                   | 4:33     |  |
| 3.                      | «Human Nature» (Radio Version)                  | Madonna Dave «Jam» Hall Shawn McKenzie Kevin McKenzie Michael Deering | Madonna Hall                                        | 4:31     |  |
| 4.                      | «Secret» (Edit)                                 | Madonna Dallas Austin                                                 | Madonna Austin                                      | 4:30     |  |
| 5.                      | «Don't Cry for Me Argentina» (Radio Edit)       | Tim Rice Andrew Lloyd Webber                                          | Nigel Wright Alan Parker Lloyd Webber David Caddick | 4:50     |  |
| 6.                      | «Bedtime Story» (Edit)                          | Nellee Hooper Björk Marius DeVries                                    | Hooper Madonna                                      | 4:07     |  |
| 7.                      | «The Power of Good-Bye»                         | Madonna Rick Nowels                                                   | Madonna William Orbit Patrick Leonard               | 4:11     |  |
| 8.                      | «Beautiful Stranger» (William Orbit Radio Edit) | Madonna Orbit                                                         | Madonna Orbit                                       | 3:57     |  |
| 9.                      | «Frozen» (Edit)                                 | Madonna Leonard                                                       | Madonna Orbit Leonard                               | 5:09     |  |
| 10.                     | «Take a Bow» (Edit)                             | Babyface Madonna                                                      | Babyface Madonna                                    | 4:31     |  |
| 11.                     | «Ray of Light» (Radio Edit)                     | Madonna Orbit Clive Muldoon Dave Curtis Christine Leach               | Madonna Orbit                                       | 4:35     |  |
| 12.                     | «Don't Tell Me»                                 | Madonna Mirwais Ahmadzaï Joe Henry                                    | Madonna Ahmadzaï                                    | 4:40     |  |
| 13.                     | «What It Feels Like for a Girl»                 | Madonna Guy Sigsworth                                                 | Madonna Sigsworth Mark «Spike» Stent                | 4:44     |  |
| 14.                     | «Drowned World/Substitute for Love»             | Madonna Orbit Rod McKuen Anita Kerr David Collins                     | Madonna Orbit                                       | 5:09     |  |
| 15.                     | «Music»                                         | Madonna Ahmadzaï                                                      | Madonna Ahmadzaï                                    | 3:45     |  |
| 68:26                   |                                                 |                                                                       |                                                     |          |  |

| GHV2 Remixed: The Best of 1991–2001 |                                                                       |                               |          |  |
| N.º                                 | Título                                                                | Remezclador(es)               | Duración |  |
| 1.                                  | «What It Feels Like for a Girl»                                       | Chris Staropoli               | 9:51     |  |
| 2.                                  | «Don't Tell Me» (Timo Maas Mix)                                       | Timo Maas                     | 6:56     |  |
| 3.                                  | «Drowned World/Substitute for Love» (BT & Sasha Bucklodge Ashram Mix) | BT                            | 9:27     |  |
| 4.                                  | «Human Nature» (Bottom Heavy Dub)                                     | Danny Tenaglia                | 7:56     |  |
| 5.                                  | «Frozen» (Calderone Extended Club Mix)                                | Victor Calderone              | 11:17    |  |
| 6.                                  | «Erotica» (Masters at Work Dub)                                       | Masters at Work               | 4:50     |  |
| 7.                                  | «Deeper and Deeper» (David's Klub Mix)                                | David Morales                 | 7:39     |  |
| 8.                                  | «Ray of Light» (Calderone Club Mix)                                   | Calderone                     | 9:30     |  |
| 9.                                  | «Beautiful Stranger» (Calderone Club Mix)                             | Calderone                     | 10:12    |  |
| 10.                                 | «Bedtime Story» (Luscious Dub Mix)                                    | Mark Picchiotti Terri Bristol | 7:40     |  |
| 11.                                 | «Secret» (Junior's Sound Factory Dub)                                 | Junior Vasquez                | 7:58     |  |
| 12.                                 | «Music» (HQ2 Club Mix)                                                | Hex Hector Max Quayle         | 8:50     |  |
| 97:03                               |                                                                       |                               |          |  |

## Posicionamiento en listas
| País (Lista 2001)                    | Mejor posición |
| ------------------------------------ | -------------- |
| Alemania (Offizielle Top 100)        | 3              |
| Argentina (CAPIF)                    | 8              |
| Australia (ARIA Album Top 50)        | 3              |
| Austria (Alben Top 75)               | 1              |
| Bélgica Flandes (Ultratop)           | 3              |
| Bélgica Valonia (Ultratop)           | 9              |
| Canadá (SoundScan)                   | 11             |
| Dinamarca (Tracklisten)              | 19             |
| Escocia (Scottish Albums Chart)      | 2              |
| España (PROMUSICAE)                  | 3              |
| Estados Unidos (Billboard 200)       | 7              |
| Estados Unidos (Top Internet Albums) | 10             |
| Estados Unidos (Top Album Sales)     | 7              |
| Europa (European Top 100 Albums)     | 3              |
| Finlandia (Suomen virallinen lista)  | 11             |
| Francia (Classement Compilations)    | 2              |
| Grecia (IFPI)                        | 4              |
| Hungría (Top 40 Album DVD)           | 8              |
| Irlanda (IRMA)                       | 2              |
| Italia (FIMI)                        | 7              |
| Noruega (VG-lista)                   | 5              |
| Nueva Zelanda (Recorded Music NZ)    | 8              |
| Países Bajos (Album Top 100)         | 13             |
| Polonia (OLiS)                       | 21             |
| Reino Unido (UK Albums Chart)        | 2              |
| Reino Unido (Physical Albums Chart)  | 2              |
| República Checa (IFPI)               | 19             |
| Sudáfrica (RiSA)                     | 11             |
| Suecia (Sverigetopplistan)           | 23             |
| Suiza (Schweizer Hitparade)          | 3              |
| País (Lista 2006)                    | Mejor posición |
| España (PROMUSICAE)                  | 71             |

| País (Lista 2001)                   | Posición |
| ----------------------------------- | -------- |
| Australia (ARIA Album Top 100)      | 56       |
| Austria (Alben Top 75)              | 61       |
| Bélgica Flandes (Ultratop)          | 83       |
| Bélgica Valonia (Ultratop)          | 90       |
| Finlandia (Suomen virallinen lista) | 11       |
| Francia (Classement Compilations)   | 5        |
| Países Bajos (Album Top 100)        | 90       |
| Reino Unido (UK Albums Chart)       | 20       |
| Suiza (Schweizer Hitparade)         | 74       |
| País (Lista 2002)                   | Posición |
| Australia (ARIA Album Top 100)      | 44       |
| Austria (Alben Top 75)              | 50       |
| Estados Unidos (Billboard 200)      | 58       |
| Finlandia (Suomen virallinen lista) | 34       |

## Certificaciones
| País (organismo certificador) | Certificación | Unidades certificadas |
| ----------------------------- | ------------- | --------------------- |
| Alemania (BVMI)               | Platino       | 300 000               |
| Argentina (CAPIF)             | Oro           | 20 000                |
| Australia (ARIA)              | 2× Platino    | 140 000               |
| Brasil (Pro-Música Brasil)    | Platino       | 125 000               |
| Canadá (Music Canada)         | Platino       | 100 000               |
| Dinamarca (IFPI Dinamarca)    | Platino       | 50 000                |
| España (PROMUSICAE)           | 2× Platino    | 200 000               |
| Estados Unidos (RIAA)         | Platino       | 1 000 000 1 487 000   |
| Finlandia (Musiikkituottajat) | Platino       | 33 179                |
| Francia (SNEP)                | Platino       | 300 000               |
| Japón (RIAJ)                  | Platino       | 100 000               |
| México (AMPROFON)             | Oro           | 75 000                |
| Nueva Zelanda (RMNZ)          | Oro           | 7500                  |
| Países Bajos (NVPI)           | Platino       | 80 000                |
| Polonia (ZPAV)                | Oro           | 50 000                |
| Reino Unido (BPI)             | 2× Platino    | 600 000 868 500       |
| Sudáfrica (RiSA)              | Oro           | 25 000                |
| Suiza (IFPI Suiza)            | Platino       | 40 000                |
| Sumario                       |               |                       |
| Europa (IFPI)                 | 2× Platino    | 2 000                 |
| Mundo                         | —             | 7 000                 |

## Créditos y personal
- Madonna: artista principal, voz, composición, producción
- Björk: composición
- Anita Kerr: composición
- David Collins: composición
- Kevin McKenzie: composición
- Dave Curtis: composición
- Marius de Vries: composición
- Christine Leach: composición
- Joe Henry: composición
- Rod McKuen: composición
- Rick Nowels: composición
- Tim Rice: composición
- Tony Shimkin: composición
- Dave Hall: composición, producción
- Shep Pettibone: composición, producción
- Nellee Hooper: composición, producción
- Dallas Austin: composición, producción
- Babyface: composición, producción
- Andrew Lloyd Webber: composición, producción
- Patrick Leonard: composición, producción
- William Orbit: composición, producción
- Mirwais Ahmadzaï: composición, producción
- Guy Sigsworth: composición, producción
- David Caddick: producción
- Alan Parker: producción
- Nigel Wright: producción
- Mark «Spike» Stent: producción
- John Mauceri: dirección de orquesta
- Pat Kraus: masterización
- Bret Healey: diseño
- Kevin Reagan: dirección artística, diseño
- Dan Cadan: notas
- Melody McDaniels: fotografía
- Rankin: fotografía
- Regan Cameron: fotografía
- Herb Ritts: fotografía
- Mark Romanek: fotografía
- Patrick Demarchelier: fotografía
- Mario Testino: fotografía
- David LaChapelle: fotografía
- Jean-Baptiste Mondino: fotografía
- Peter Lindbergh: fotografía
- Rosie O'Donnell: fotografía
- Steven Meisel: fotografía
- Frank Micelotta: fotografía
- Gilles Bensimon: fotografía

Créditos adaptados de Allmusic.